# 23 (număr)
23 (douăzeci și trei) este numărul natural care urmează după 22 și îl precede pe 24.

## În matematică
- Douăzeci și trei este al nouălea număr prim, un prim aditiv,[1][2] un prim asigurat,[3][4] un prim izolat[5][6] un prim lung,[7][8] un prim Pillai,[9][10] un prim plat,[11][12] un prim slab,[13][14] un prim Solinas,[15][16] un prim subțire[17][18] și un prim trunchiabil[19] atât la stânga cât și la dreapta[20].
- Este un număr prim factorial; 23 = 4! − 1.[21]
- Este cel mai mic număr prim impar care nu este un număr prim geamăn.
- Formează o pereche de numere prime verișoare cu 19 (diferența dintre cele două numere este de patru unități).[22]
- Este un număr fericit.[23][24]
- 23 este cea mai mică soluție pozitivă la formularea originală a lui Sunzi Suanjing a teoremei chinezești a resturilor
- Se știe că logaritmii naturali ai tuturor numerelor întregi pozitive mai mici de 23 au formule binare de tip Bailey–Borwein–Plouffe pentru π (formula BBP)
- Este al treilea număr prim repunit în baza 10 după 2 și 19.[25]
- Este al cincilea număr prim Sophie Germain[26] și al patrulea număr prim sigur.[27]
- Este un număr Størmer.[28][29]
- Suma primelor 23 de numere prime este 874, care este divizibilă cu 23, o proprietate împărțită de alte câteva numere.[30][31]
- Este al cincilea număr Fortunate[32][33] și secvența 23 apare în lista numerelor primoriale.[34]
- Este cel mai mic număr extrem cototient[35][36] impar care este și prim.
- Este un număr Wedderburn-Etherington.[37]

## În știință și tehnologie

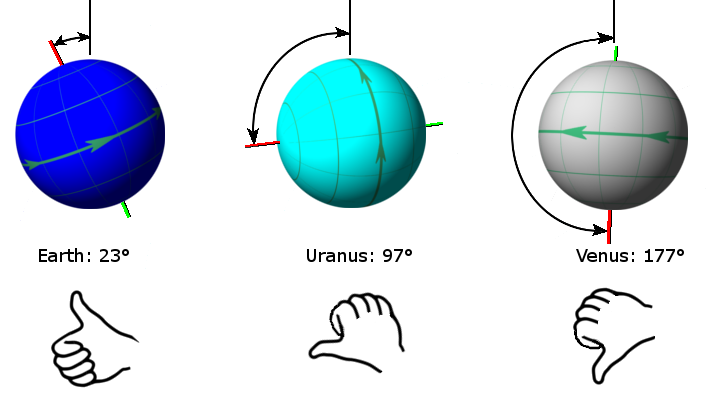
Înclinarea axială a trei planete din Sistemul Solar, Pământ, Uranus și Venus. Axa Pământului este înclinată la aproximativ 23°

- 23 este numărul atomic al vanadiului.
- 23 este numărul masei atomice a izotopului stabil al sodiului.
- Celulele sexuale umane normale au 23 de cromozomi.[38] Alte celule umane au 46 de cromozomi, dispuși în 23 de perechi.[39]
- Științific, constanta lui Avogadro este scrisă ca 6.02214X×1023
- 23 este lățimea mesajului Arecibo, trimis în spațiu în căutarea inteligenței extraterestre.
- 23 este portul TCP/IP folosit pentru telnet.[40]

### Astronomie
- Axa Pământului este înclinată la aproximativ 23°.
- NGC 23 este o galaxie spirală localizată în consteleța Pegasus.
- Messier 23 este un obiect ceresc situat în constelația Săgetătorul.
- 23 Thalia este o planetă minoră.
- 23P/Brorsen-Metcalf este o cometă periodică din sistemul solar.

## În religie
- Psalmul 23, cunoscut și sub numele de Psalmul Păstorului, este, probabil, cel mai citat și cel mai cunoscut psalm.[41] Psalmi este, de asemenea, cea de-a 23-a carte din Biblia Douay – Rheims.
- În Islam, Coranul a fost dezvăluit timp de 23 de ani profetului Mahomed.[42][43]
- Musulmanii cred că primele versete ale Coranului au fost dezvăluite profetului islamic Mahomed în noaptea a 23-a a celei de-a 9-a luni islamice.[44]
- Principia Discordia susține că 23 (împreună cu 5) este unul dintre numerele sacre ale zeiței Eris, zeița discordiei.

## Alte domenii
- Este codul de țară UIC al Republicii Moldova.[45]

## În cultura populară
- 23 este un film din 1998 despre hackerul Karl Koch.[46]  Acesta spune povestea din viața reală a unor hackeri de calculatoare inspirată de trilogia Illuminatus de Wilson.
- Numărul 23 este un film din 2007 regizat de Joel Schumacher; cu Jim Carrey, despre o obsesie legată de enigma numărului 23, o credință ezoterică că toate incidentele și evenimentele sunt în legătură cu numărul 23, unele permutări ale numărului 23 sau un număr relaționat cu 23.[47]
- Grupul de muzică industrială Throbbing Gristle a povestit în detaliu reuniunea dintre Burroughs și Clark și semnificația numărul 23, în balada "The Old Man Smiled."
- În seria de filme Tenebre (Jeepers Creepers), creatura (Creeper) apare odată la 23 de ani, timp de 23 de zile, pentru a se hrăni cu carne om.
- În Marele Lebowski, personajele principale folosesc în mod deliberat doar banda 23 la pista de bowling.
- În Matrix - Reîncărcat, Arhitectul îi spune lui Neo că este extrem de important să aleagă 23 de persoane pentru a repopula Sionul.
- În serialul TV LOST: Naufragiații, 23 este unul dintre cele 6 numere recurente (4, 8, 15, 16, 23, 42) care apar frecvent pe tot parcursul emisiunii.
- În Carnetul morții  3: Succesorul lui L (Desu nôto 3, 2008) protagonistul L își adaugă propriul nume în Carnetul morții și știe cumva că și-a acordat 23 de zile de trăit, dezvăluind o regulă de 23 de zile pentru numărul maxim de zile pe care o persoană le poate trăi după ce a fost adăugată zeului japonez al Carnetului morții.[48]